# MIT Press
MIT Press es una editorial universitaria afiliada a Instituto Tecnológico de Massachusetts (MIT). Es considerada como una de las editoriales universitarias más grandes y prestigiosas del mundo. Reconocida por su riguroso nivel académico, MIT Press es líder en la publicación de libros y revistas en la intersección de la ciencia, la tecnología, el arte, las ciencias sociales y el diseño. 
MIT Press se creó en 1932 primero bajo el nombre Technology Press. Se convirtió en una editorial independiente y tomó el nombre actual en 1962. Ha publicado más de 10,000 libros a lo largo de su historia, y publica cerca de 200 libros y 40 revistas cada año. MIT Press ha sido pionera en el movimiento de acceso abierto en publicaciones académicas. A través de su página web venden libros a todo el mundo.

## Historia
En 1926 Max Born visitó el MIT para realizar una serie de lecturas de problemas de la dinámica atómica. El instituto publicó las lecturas imprimiéndolo él mismo. Ese libro es el número 1 en los archivos de MIT Press.
En 1932, James R. Killian Jr. ayudó a crear Technology Press que publicaría ocho títulos en los siguientes cinco años.
En 1937, John Wiley & Sons se hicieron cargo de la editorial y el marketing de la imprenta, durante los 25 siguientes años publicó 125 títulos.
En 1962, MIT se separó amigablemente de Wiley y mejoró su imprenta creando la editorial independiente MIT Press. En 1968 se añadió una división de revistas periódicas. En 1969 se abrió una oficina de marketing en Europa.
Desde 1962, MIT Press ha utilizado un colofón o logotipo editorial creado por la reconocida diseñadora Muriel Cooper, quien fue directora de diseño de la casa editorial por muchos años. En 2023, el Museum of Modern Art (MoMA) de la ciudad de Nueva York adquirió el colofón de MIT Press para su colección de diseño permanente.
MIT Press es distribuidor de Semiotext(e), Goldsmiths Press, Strange Attractor Press, Sternberg Press, Terra Nova Press, Urbanomic y Sequence Press. En julio de 2020, MIT Press transfirió sus ventas y distribución mundiales a Penguin Random House Publisher Services.

## Temas
- Arquitectura
- Artes
- Bioética
- Biología y medicina

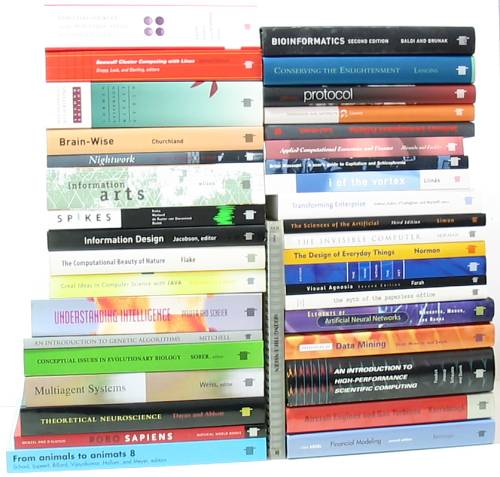
Libros de la editorial MIT Press.

- Cognición, cerebro y comportamiento
- Ciencia de la computación y sistemas inteligentes
- Economía, finanzas y negocios
- Ingeniería
- Estudios ambientales y naturaleza
- Humanidades
- Leyes
- Bibliotecas y ciencia de la información
- Lingüístical
- Neurociencia
- Nuevos Medios
- Filosofía
- Fotografía
- Ciencias físicas y de la tierra
- Ciencias políticas
- Regional
- Ciencia, tecnología y sociedad